# 山刺番荔枝
山刺番荔枝又名山刺果番荔枝（学名：Annona montana），中文又稱阿那那（音譯自屬名Annona）或羅李亮果（誤譯自同科不同屬的Rollinia），为番荔枝科番荔枝属下的一个种，果實可作為水果食用。台灣曾引進，在南投縣埔里有歸化生長。果實產出於春夏季、風味酸中帶甜，可作成冰品、亦可製成鬆餅及果醬。

## 各國稱呼
- 英語：
- 捷克語：
- 德語：
- 西班牙語：
- 波斯語：
- 法語：
- 日語：
- 印地語：
- 匈牙利語：
- 葡萄牙語：
- 中文：山刺果番荔枝
- 噶哈巫語：anana
- 斯洛伐克語：[4]

## 分佈地區
發現生長於海拔0（0英尺）至海拔650（2,130英尺）等地區。
原生地區
新热带界:
加勒比海地區: 西印度群岛
中美洲地區: 哥斯达黎加、巴拿马
南美西部地區: 玻利維亞、哥伦比亚、厄瓜多尔
其它地區
美國
南佛羅里達
以色列（不像刺果番荔枝的果實番荔枝果（Soursop），山刺番荔枝培育及結果實於以色列加利利地區）
 中華民國（臺灣）（生長於南投縣埔里鎮）

## 扩展阅读
- 維基物種上的相關：山刺番荔枝